# Nigel Hayes-Davis
Nigel Hayes-Davis (nascido em 16 de dezembro de 1994, em Westerville) é um jogador profissional de basquetebol que atua como ala ou ala-pivô, atualmente nos Phoenix Suns. Após uma carreira universitária destacada em Wisconsin, atuou brevemente na NBA e na G League antes de construir sucesso na Europa, especialmente no Fenerbahçe.

## Carreira universitária
Jogou de 2013 a 2017 pela Universidade de Wisconsin, onde foi eleito para o First Team da Big Ten em 2016, além de outras honras menores.

## Início na G League e NBA (2017–2018)
Após não ser draftado em 2017, assinou com os Westchester Knicks na G League e foi incluído no NBA G League All-Rookie Team em 2018. Obteve contratos de 10 dias na NBA com Lakers, Raptors e Kings, participando de 9 jogos na liga principal.

## Carreira na Europa
Em 2018, mudou-se para a Turquia com o Galatasaray, depois para a Lituânia (Žalgiris Kaunas) e Espanha (FC Barcelona), antes de estabelecer-se no Fenerbahçe a partir de 2022.

### Fenerbahçe (2022–2025)
Com médias de 16,7 pontos, 5,3 rebotes e 1,7 assistências em 39 jogos na temporada 2024‑25 (41 % nos 3 pontos, 90,8 % nos lances livres), liderou o clube ao título da EuroLeague e conquistou o Final Four MVP. Além disso, marcou 50 pontos em um jogo da EuroLeague (março/2024), estabelecendo novo recorde na competição.

## Retorno à NBA – Phoenix Suns (2025–)
Em julho de 2025, assinou contrato garantido por uma temporada com os Phoenix Suns, seu primeiro contrato totalmente garantido na NBA.

## Estilo de jogo
Com 2,03 m e estrutura física forte, é valorizado por sua versatilidade defensiva, arremesso de média e longa distância e alta capacidade de leitura de jogo, adquirida na Europa.